# Кшиштоф Чижевський
Кшиштоф Чижевський (пол. Krzysztof Czyżewski; нар. 6 липня 1958, Варшава) — польський поет і есеїст, один із засновників Центру «Пограниччя — мистецтв, культур, народів» в Сейнах і Фонду «Пограниччя».

## Біографія
Закінчив польську філологію в Університеті ім. Адама Міцкевича в Познані. У 1978—1983 роках працював як актор і викладач в Театральній Асоціації «Гардженіце». Під час воєнного стану в Познані був одним із засновників і головним редактором підпільного журналу «Час Культури», з яким співпрацював до кінця 80-х років.
У другій половині 80-х років. викладав історію культури та естетики в Вищій Школі Образотворчих мистецтв у Познані і заснував власний театр «Ковчег» при будинку культури «Домбрувка», з яким він створив зокрема, виставу «Чорний полонез» за Вьєржинським.
У 1987 році він почав співпрацювати з Войцехом і Боженою Шредерами, що опікуються Муніципальним Центром Культури у Чорній Домбрувці на Кашубах. У 1987—1990 роки вони реалізували спільний проект «Село Зустрічі», в якому взяли участь творці альтернативної культури з Польщі та з усього світу.
У 1990 році був одним з ініціаторів створення Фонду «Пограниччя» і став її президентом. У 1991 році, разом з деякими членами групи «Арка» («Arka») і його команди з Чорною Канікул, переїхав до Сейн, де ініціював створення Центру «Пограниччя — мистецтв, культур, народів» і став його директором.

## Творчість
Разом з командою «Пограниччя» є творцем і організатором програм: Центр Документації Культур Пограниччя, Школа Пограниччя, Відкриті Регіони країн центральної та східної Європи, Центрально-Європейського Форуму Культури, Людина Пограниччя, Мандрівна Академія «Нова Агора», міжкультурний Діалог на Кавказі і в Центральній Азії, Академія Діалогу «Східного Партнерства», Медеа/Понте, Розповіді про співіснування.
Спільно з групою «Пограниччя» заснував Міжнародний Центр Діалогу, відкритий Президентом Польщі напередодні головування Польщі в Раді ЄС, 30 червня 2011 року у відремонтованому подвір'ї родини Чеслава Мілоша в Красногруді на польсько-литовському кордоні.
Під час війни в колишній Югославії К. Чижевський став ініціатором створення міжнародної «літаючої» літературної кав'ярні «Кафе Європа» («Café Europa»), зустрічі в якій поєднують читання віршів, музику і обговорення, і вже відбулися, зокрема, в Сараєво, Бухаресті, Кракові, Амстердамі, Стокгольмі, Варшаві, Барселоні та Нью-Йорку.
Як член ради зі справ культури співпрацював протягом ряду років з Інститутом Відкритого Суспільства в Будапешті.
Член Ради і співавтор проекту Краків — культурна Столиця Європи 2000. У 2010—2011 артдиректор проекту «Люблін — культурна Столиця Європи». У 2012—2013 артдиректор Європейської Столиці Культури Вроцлав 2016.
Лауреат стипендії для суспільних іноваторів і член Асоціації Ашока (Ashoka).
Голова журі Премії ім. Ірени Сендлерової. Голова Ради Конгресу Культури Східного Партнерства.
Animator програм міжкультурного діалогу в Центральній Європі, на Балканах, Кавказі, Середній Азії, Індонезії, Бутану та інших пограниччях світу.
Лектор, зокрема, Варшавського Університету, Вільнюського Університету, New School University (Нью-Йорк), Transregional Center for Democratic Studies (Краків), Salzburg Seminar, Інституту Гуманітарних Наук при Львівському Університеті, Бостоньського Університету, Каліфорнійського Університетіу, Гарвардського університету, університету Рутгерса. У 2007 виступив престижний «Copernicus Lecture» у Мічиганському університеті.
З весни 2015 запрошений професор університету Рутгерса  та університету Болоньї.

### Редакційна діяльність
У 1994 році заснував газету «Krasnogruda» і був її головним редактором. Головний редактор « Сейненського Альманаху» («Almanach Sejneński»).
У Видавництві «Пограниччя» є редактором серії видань «Меридіан» і «Сусіди» («Meridian» i «Sąsiedzi»).

### Публікації
Як есеїст співпрацював з паризькою «Культурою» до кінця її існування. Його есеї публікуються в польській пресі (Tygodnik Powszechny, Gazeta Wyborcza, Konteksty, Borussia, Midrasz, Znak, Kafka та ін.) та зарубіжної (Lettre International, Central Europe Review, Alphabet City, Books in Canada, Lihtungen, Kortaras, Kulturny Żivot, Siauras Atenai, Frahmenty, Observator Cultural, Kritika, Polin, Michigan Quaterly Review " та ін.).

### Книги
В 2001 році. опублікував книгу «Стежка пограниччя» («Ścieżka pogranicza»), а в 2008 році збірник есеїв «Лінія повернення. Записки з пограниччя» («Linia powrotu. Zapiski z pogranicza»). У 2014 у видавництві «Medeia» вийшла його книга «Мілош. Сполучна тканина» («Miłosz. Tkanka łączna»). Співавтор і редактор книги «Підручник діалогу. Довіра та ідентичність» («Podręcznik dialogu. Zaufanie i tożsamość») (2012), «Мілош — Діалог — Прикордоння» («Miłosz — Dialog — Pogranicze») (2012) та «Підлісся. Пам'ять — Особистість — Розвиток» («Podlasie. Pamięć — Tożsamość — Rozwój») (2014).

## Призи та нагороди
- нагорода Фонду POLCUL (Мельбурн, 1992);
- нагорода Художня Молодих ім. С. Виспяньского (Москва, 1992);
- премія паризької «Культури» за 1996 рік;
- премія ім. Габора Беслена (Gabora Bethlena) для людини Центральної Європи (Будапешт, 1998);
- медаль св. Георгія, присудженої виданням  «Tygodnik Powszechny»(Краків, 2000);
- медаль «Заслужений толерантності», який присуджується за Фонд " Екуменічну «Толерантність» (Москва, 2003);
- Срібна Медаль «Заслужений Діяч Культури — Gloria Artis» (Москва, 2005);
- Премія ім. Професора Олександра Гейштора надається через Фонд Кроненберга. (Варшава, 2007)[4];
- премія «Нова Культура Нової Європи» (Криниця, 2007);
- премія «Pontifici» нагороджений Клубом Католицької Інтелігенції (Москва, 2008);
- Посол Європейського Року Міжкультурного Діалогу (2008);
- Почесний Посол Підляського Воєводства;
- відзначений Орденом Гедиміна (2001);
- відзначений офіцерським Хрестом почесного Ордену Відродження Польщі (2010);
- премія «Малий Скіпетр Польської Культури» на честь Єжи Гедройца (1999);
- нагорода Dan David Prize в області «Минуле» (Тель-Авів, 2014)[5];
- приз ім. Олександра Лангера отримана з рук президента італійського парламенту П'єра Фердінандо Касіно, разом з командою Фонду «Пограниччя» (Рим, 2004);
- «Нагорода Діалогу» отримана з рук колишнього голови Бундестагу, Ріти Зюсмут і Польсько-Німецьких Товариств (Берлін, 2006);
- Диплом Міністра Закордонних Справ за видатні заслуги в популяризації Польщі у світі з рук міністра Владислава Бартошевського (Варшава, 2000);
- диплом за внесок у захист спадщини єврейської культури в Польщі, отриманий з рук Посла Ізраїлю, Шеваха Вейсса (Краків, 2001);
- Премія ім. Єжи Гедройца, отриманий разом з командою «Пограниччя» (Варшава, 2008);
- Почесна Нагорода Pro Publico Bono (Краків, 2004);
- «Медаль Толерантності», отримана на Всесвітньому Конгресі Есперанто (2009).